# Kacerenský dub
Kacerenský dub je památný strom u vsi Buková. Přibližně čtyřistaletý dub letní (Quercus robur) roste samostatně ve středu hráze rybníka Kacerna v nadmořské výšce 389 m. Strom s velkou zastřešenou dutinou na západní straně kmene má mohutnou větev ve 4 m, další rozvětvení je až ve výšce 10 m. Dub dosahuje výšky 35 m a obvod jeho kmenu měří 670 cm (měření 2000). Chráněn je od roku 1976 pro svůj vzrůst.

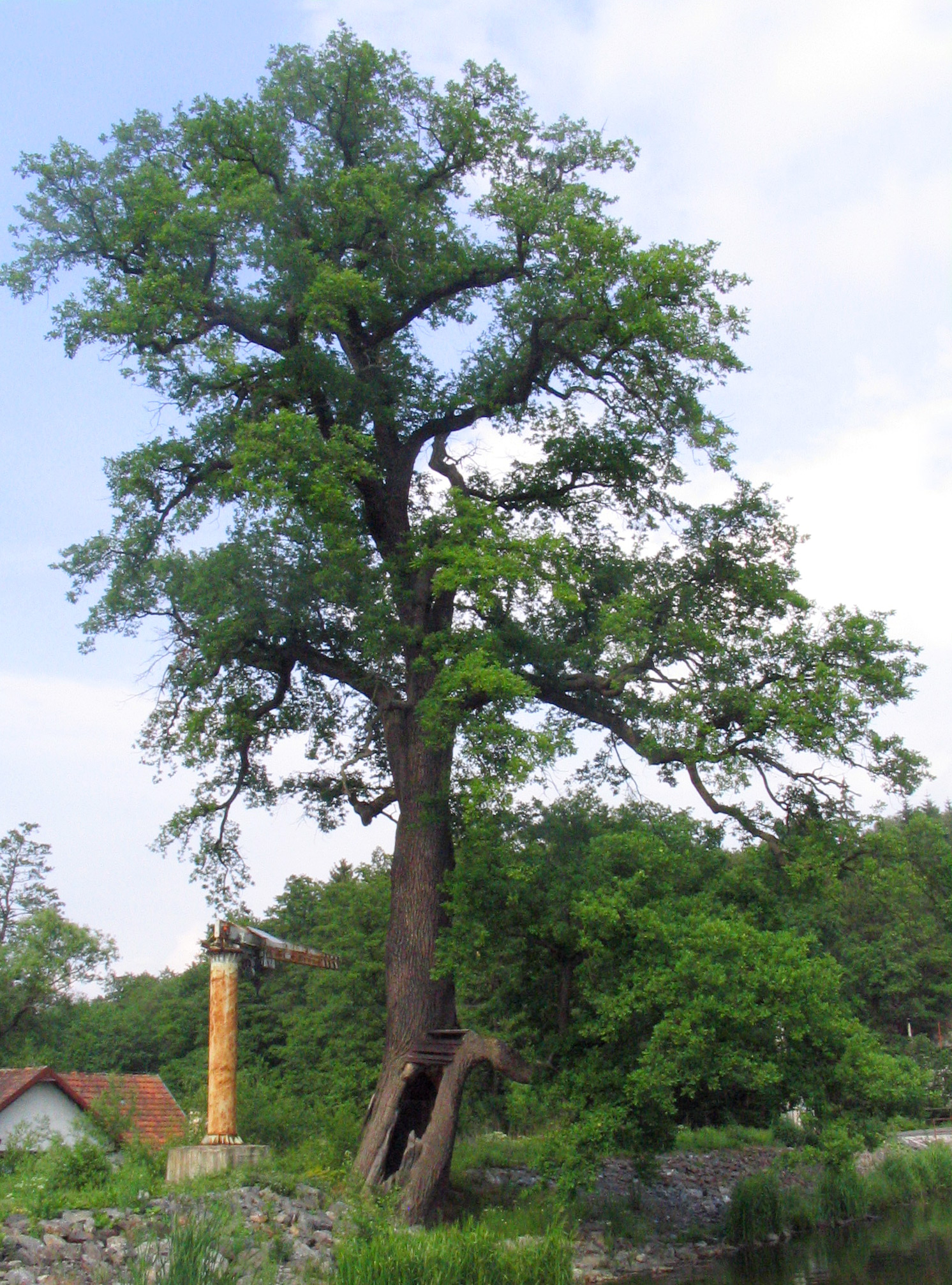
Červen 2007
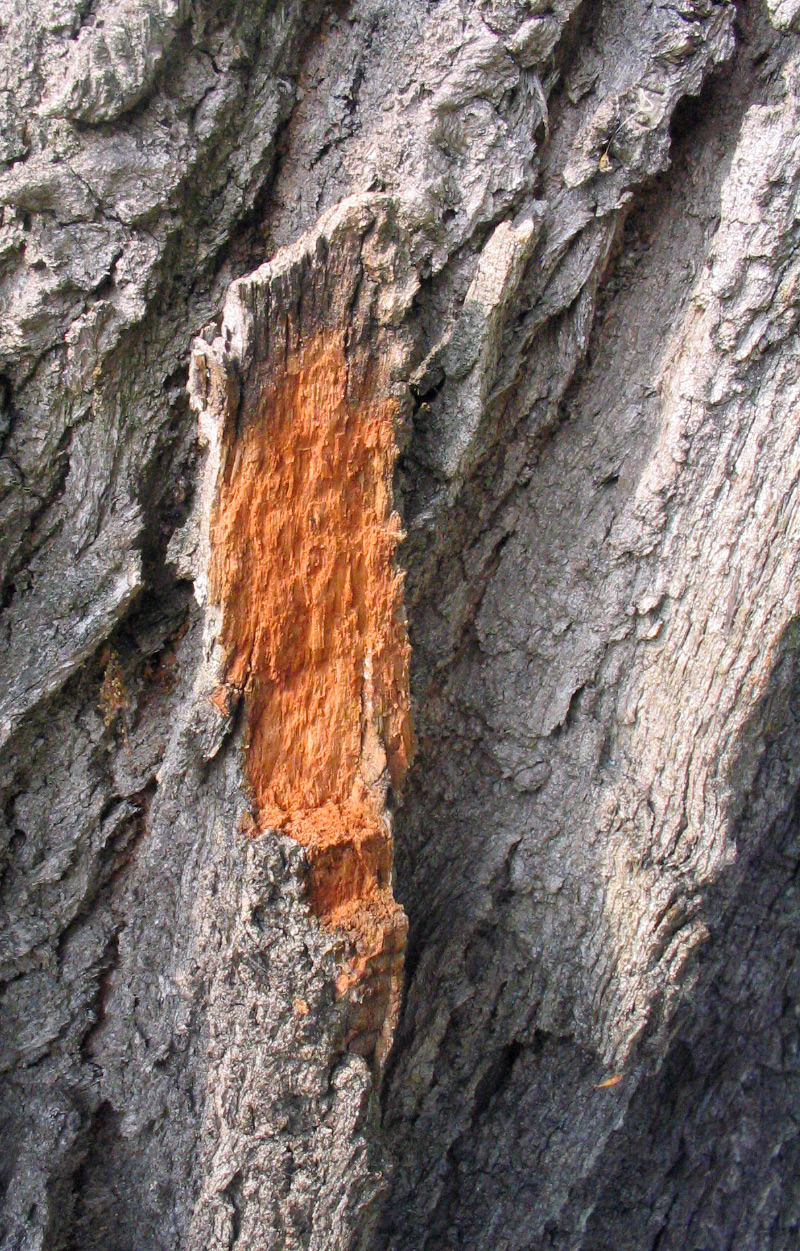
Kůra stromu

## Stromy v okolí
- Douglaska v Újezdci